# Nyang Tingngezin Sangpo
 (avril 2019).
Nyang Tingngezin Sangpo (tibétain : མྱང་ཏིང་ངེ་འཛིན་བཟང་པོ, Wylie : myang ting nge vdzin bzang po) ou Nyang Tingngezin est un moine bouddhiste et un homme politique de l'Empire du Tibet.  Il est banchenpo (བང་ཆེན་པོ་, ban chen po, ministre de affaires religieuses du Tibet) sous le règne de Sadnalegs et Tri Ralpachen.